# Karl Johann von Seidlitz

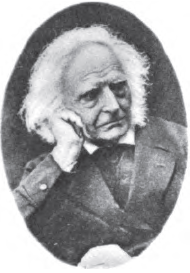
Karl Johann von Seidlitz

Karl Johann von Seidlitz (geb. 6. Märzjul. / 17. März 1798greg. in Reval; gest. 7. Februarjul. / 19. Februar 1885greg. in Dorpat), russisch Карл Карлович Зейдлиц / Karl Karlowitsch Seidliz, wissenschaftliche Transliteration Karl Karlovič Zejdlic, war ein russischer bzw. deutsch-baltischer, genauer estländischer, bedeutender medizinischer und naturwissenschaftlicher Gelehrter. Er reformierte den medizinischen Unterricht an der Mediko-Chirurgischen Akademie zu Sankt Petersburg. Der Baer-Biograph Raikow berichtet über ihn: In seiner Person verbanden sich auf das engste deutsche und russische Kultur. Er erhielt am 26. Oktober 1846 den russischen Dienstadel und wurde am 15. Januar 1881 in die estländischen Matrikel aufgenommen.

## Leben

### Herkunft und Familie
Seine Eltern waren Karl Johann Seidlitz (* 12. November 1750 in Königslutter; † 18. Mai 1804 in Reval) und dessen Ehefrau Luise Helene Kalk (* 3. November 1775; 8. November 1808 in Reval).
Seidlitz heiratete am 14. Januar 1831 in St. Petersburg Maria Weltzien (* 30. September 1808; † 26. November 1833), eine Tochter des Leibarztes Johann Christian Weltzien († 26. November 1821). Das Paar hatte eine Tochter:
- Marie (* 11. April 1832; † 20. November 1903) ⚭ 1854 Georg von Oettingen (1824–1916), Professor der Chirurgie

Nach dem Tod seiner ersten Frau heiratete er am 9. Oktober 1837 Justine Charlotte von Rauch (* 13. September 1816; † 24. August 1898), eine Tochter des Leibarztes Georg Adolf von Rauch († 1864). Das Paar hatte mehrere Kinder:
- Karl Johann Maria (* 11. Juli 1838; † 21. Juni 1897)

⚭ 1864 Alexandrine Justina Caroline von Rauch (* 27. Oktober 1844; † 8. Dezember 1870)
⚭ 1877 Alexandra Elisabeth Gütschow (* 12. Oktober 1842; † 25. April 1893)
- Georg Carl Maria (1840–1917), Professor der Zoologie an der Kaiserlichen Universität Dorpat

⚭ 1867 Amalie Karoline Elisabeth Koppelson (* 6. April 1846; † 4. August 1902)
⚭ 1904 Nelly von Eichler
- Justine Katharina (* 4. November 1842; † 12. Februar 1923)
- Helene Justine (* 20. März 1845; † 20. März 1930) ⚭ 1870 August von Sivers († 1896)
- Oskar Alexander Karl Maria (* 3. März 1847; † 2. September 1916) ⚭ 1787 Elisabeth Christine von Lüders (* 23. März 1851; † 28. September 1905)
- Gustav Adolf Oskar Georg Karl (* 17. Juli 1849; † 7. August 1890), Dr. med. ⚭ 1873 Elisabeth Marie Litzmann (* 4. November 1855; † 28. Oktober 1880), Tochter von Carl Conrad Theodor Litzmann

### Werdegang
Er studierte von 1815 bis 1821 Medizin an der Kaiserlichen Universität Dorpat und wurde 1821 zum Doktor der Medizin promoviert (Praecipuis oculorum morbis inter Esthonos obviis. Dissertation. Dorpat 1821), wonach er sofort in den Militärdienst eintrat. Er war zuerst Ordinator am Seehospital zu St. Petersburg von 1822 bis 1826, setzte dann seine medizinischen Studien von 1826 bis 1828 in Paris, Montpellier, Genf und Pisa fort. 1829 war er während des türkisch-russischen Krieges Oberarzt des Hauptquartiers der 2. Armee und des Pesthospitals in Adrianopel, dann nach dem Friedensschluss von Oktober 1829 bis Mai 1830 Gesandtschaftsarzt in Konstantinopel, darauf von 1830 bis 1837 Medizinal-Inspektor des Hafens und Oberarzt des Marinehospitals in St. Petersburg und von 1837 bis 1847 Professor der medizinischen Klinik an der Medizinisch-chirurgischen Akademie in St. Petersburg. Nachdem er seine Stellung als Professor aufgegeben hatte, zog er nach Dorpat und lebte daselbst bis zu seinem Tode 1885. Seidlitz galt als ein Mann von ungemein klarem und scharfen Verstande, von großer Energie und Tatkraft. Die letzten Dezennien seines Lebens waren nicht mehr medizinischen Studien gewidmet, sondern galten gemeinnützigen Einrichtungen. Seidlitz war in seinen jüngeren Jahren als medizinischer Schriftsteller sehr tätig.
Seidlitz war ein Landsmann und Zeitgenosse von Karl Ernst von Baer, der auf den verstorbenen Freund auf einer Gedächnissitzung der Dorpater Naturforschenden Gesellschaft sprach. Er war auch mit Nikolai Iwanowitsch Pirogow befreundet. Er war Biograph und Freund des Dichters W. A. Schukowski.

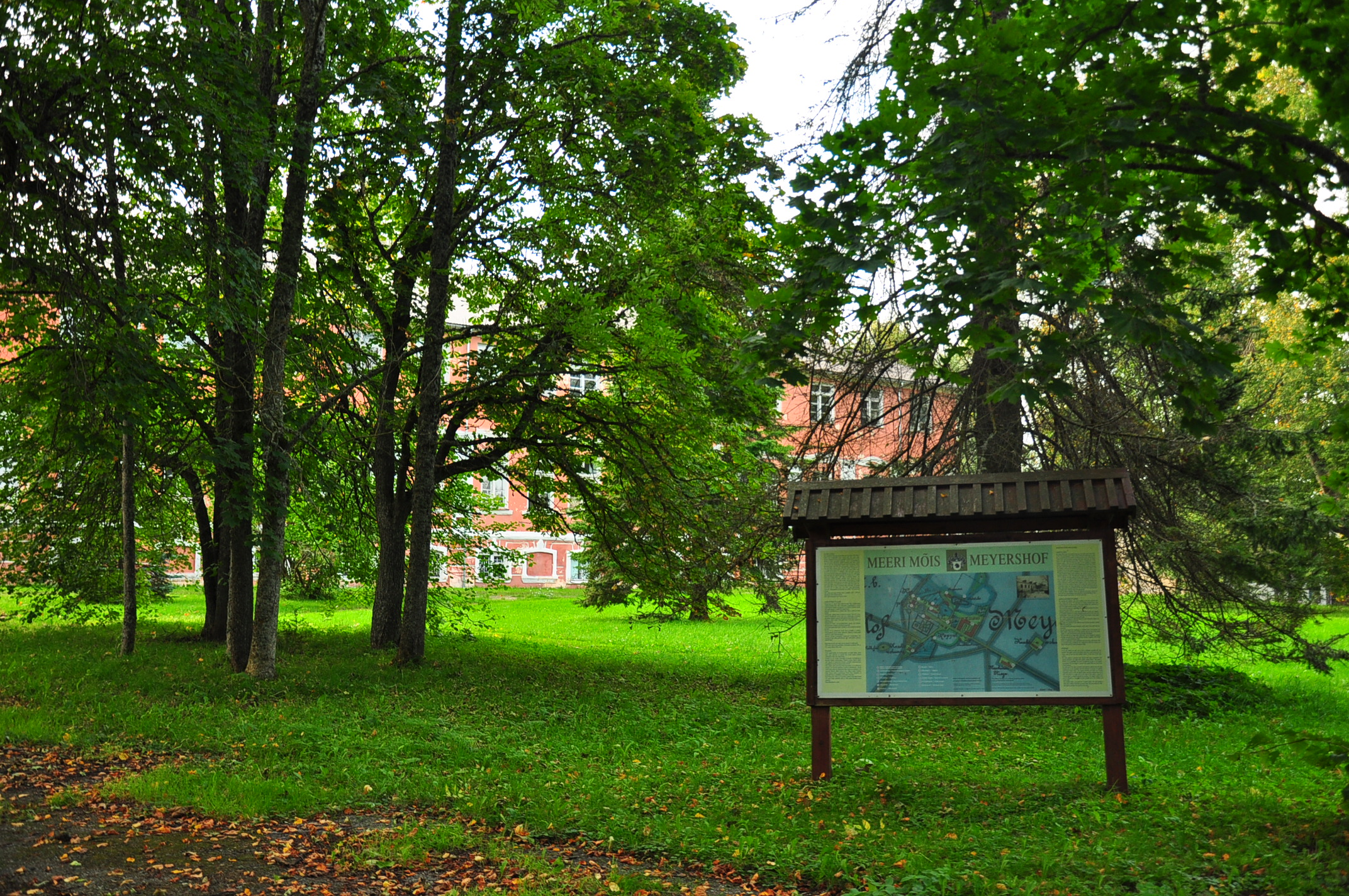
Gut Meyershof

1864 zog sich Seidlitz wegen schlechter Gesundheit zurück. Er lebte in Dorpat (Jurjew/Tartu) oder auf dem Gut Meyershof, das er von seinem Freund, dem Dichter Schukowski, gekauft hatte, und beschäftigte sich mit Landwirtschaft und sozialen Tätigkeiten. Er war auch Vorsitzender der Gesellschaft für Geschichte und Altertumskunde der Ostseeprovinzen Russlands in Riga und der Ehstländischen Literärischen Gesellschaft in Reval und war Mitglied der Gelehrten Estnischen Gesellschaft. Von 1868 bis 1869 hatte Seidlitz den Vorsitz der Dorpater Naturforscher-Gesellschaft (Estnische Gesellschaft der Naturforscher) inne. Ab 1870 war er der erste Administrator der aus dem Nachlass von Robert Heimbürger gegründeten Stiftung, die jährlich ein Reisestipendium und einen Preis für Studierende oder Dozenten der Universität Dorpat vergab.
Er veröffentlichte seine Erinnerungen an den Türkenkrieg: Zur Erinnerung an den Türkischen Feldzug aus den Jahren 1828–29.
Der in Dorpat und Königsberg lehrende Zoologe Georg von Seidlitz (1840–1917) war sein Sohn.

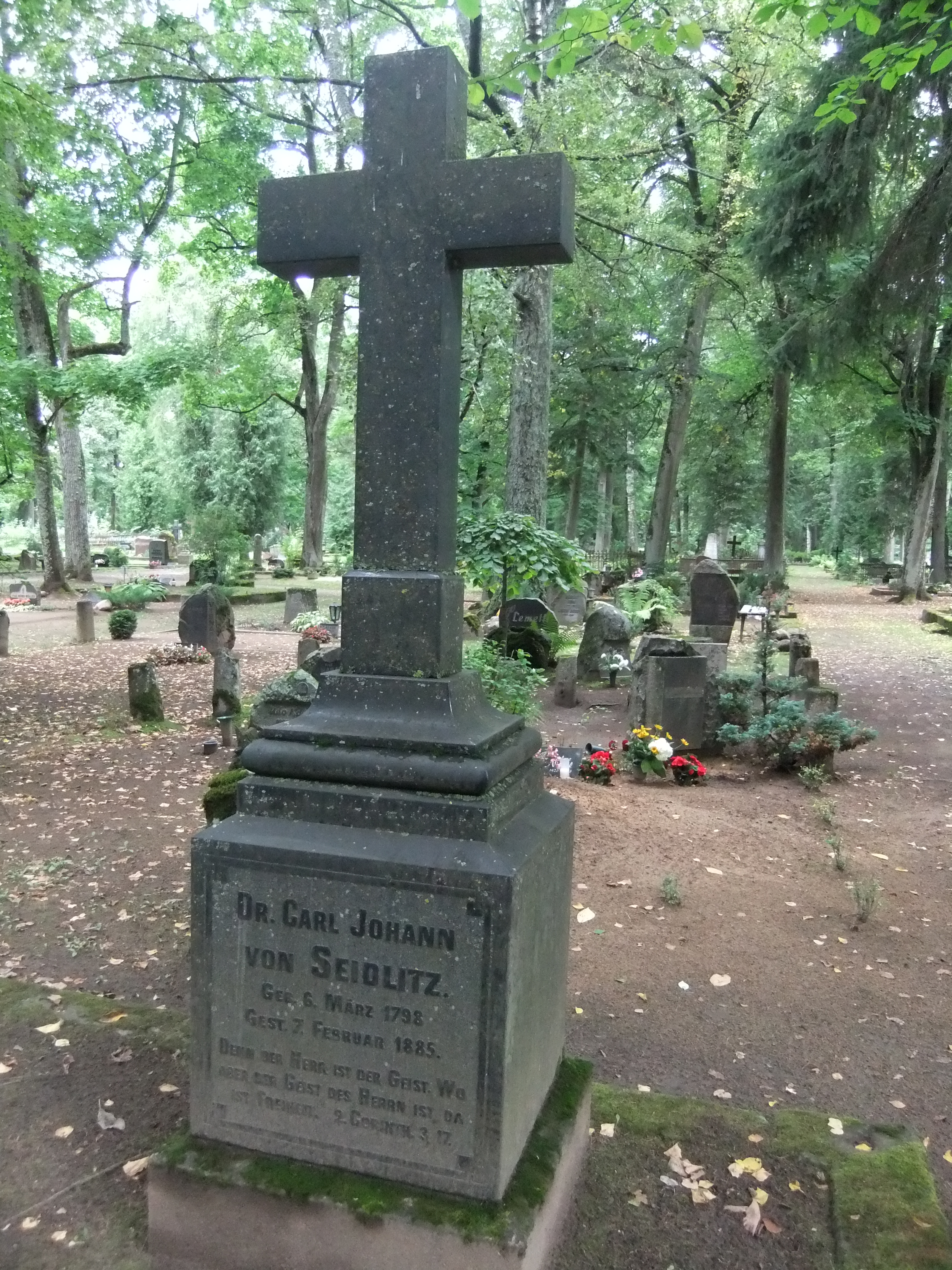
Grab von Dr. Carl Johann von Seidlitz (Aufschrift: Der Herr ist der Geist. Wo aber der Geist des Herrn ist, da ist Freiheit. 2. Corinth. 3, 17)

Karl Johann von Seidlitz ist auf dem Friedhof Raadi (Ratshof; estn. Raadi kalmistu), dem ältesten und größten in Tartu, Estland, begraben.

## Publikationen
- Medicinische Geschichte des russisch-türkischen Feldzugs in den Jahren 1828 und 1829. von Seidlitz ... [et al.] ; neu herausgegeben und mit kritischen Anmerkungen begleitet von Friedrich Alexander Simon ; mit zwei Kupfertafeln. Imprint Hamburg : Hoffmann und Campe, 1854. Digitalisat
- Zur Erinnerung an den türkischen Feldzug aus den Jahren 1828 und 1829. IV, Constantinopel. Dorpat : Druck von H. Laakmann, [1877]
- Wasily Andrejewitsch Joukoffsky. Ein Russisches Dichterleben. Mitau, Behre 1870 (Er ist auch der Verfasser weiterer Werke über Schukowski.) Digitalisat
- „Über die wissenschaftliche Tätigkeit Baers.“ (SDNG, 1878)
- „Bericht über die orientalische Brechruhr, welche 1823 in Astrachan zum ersten Male in Europa auftrat.“ in Vermischte Abhandlungen aus dem Gebiete der Heilkunde, Band 3, S. 46ff
- „Beitrag zur Geschichte der ägyptischen Augenentzündung in der russ. Flotte“
- „Beitrag zur med. Geschichte des Feldzugs der Russen gegen die Türken 1828–29.“ (Vermischte Abhandlungen aus dem Gebiet der Heilkunde. St. Petersburg 1825–29)
- „Form der Cholera unter der Flottenmannschaft im J. 1831 zu St. Petersburg.“ (1832)
- „Ergebnisse der med. Klinik an der med.-chir. Akademie in St. Petersburg.“ (1837–47).
- Dr. Arthur Schopenhauer vom medicinischen standpuncte aus betrachtet, Digitalisat